# Xã Lulu, Quận Mitchell, Kansas
Xã Lulu (tiếng Anh: Lulu Township) là một xã thuộc quận Mitchell, tiểu bang Kansas, Hoa Kỳ. Năm 2010, dân số của xã này là 87 người.